# Herre, nu åt dig jag giver allt jag har och allt jag är
Herre, nu åt dig jag giver allt jag har och allt jag är är en sång med text från 1895 av Lowell Mason och musik av Philip Paul Bliss. 

## Publicerad i
- Frälsningsarméns sångbok 1968 som nr 159 under rubriken "Helgelse".
- Frälsningsarméns sångbok 1990 som nr 408 under rubriken "Helgelse".